# Łuski (ryby)

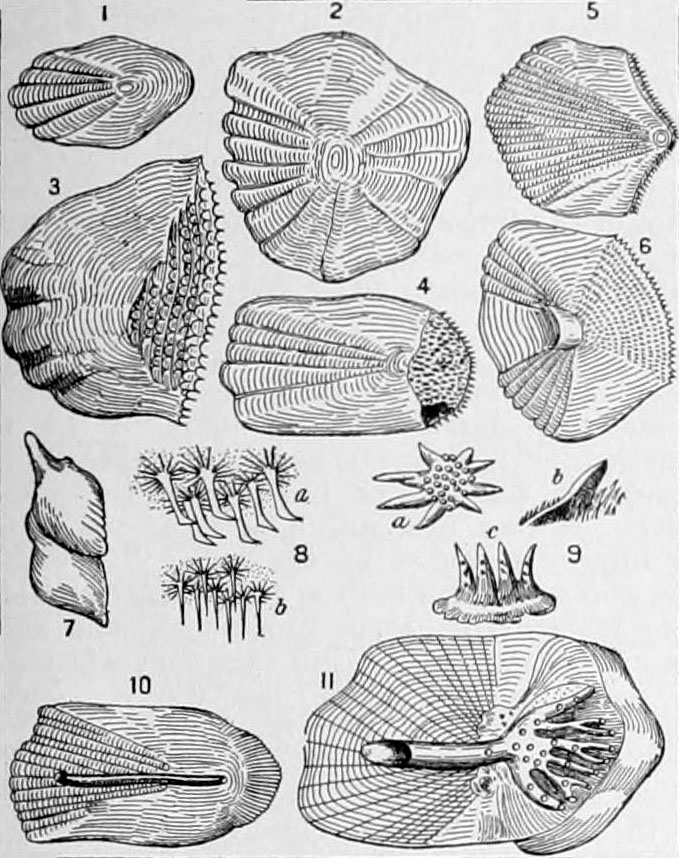
Różne typy rybich łusek

Łuski ryb – cienkie płytki pokrywające powierzchnię ciała większości ryb, pełniące funkcje ochronne. Mają różną budowę, rozmiary i pochodzenie. Wyróżniane są trzy zasadnicze typy łusek: plakoidalne, ganoidalne i elastyczne. W każdym z nich występują różne modyfikacje. 

## Funkcje łusek
Podstawową funkcją łusek jest osłona ciała przed urazami mechanicznymi. Łuski są przeważnie ułożone w podłużne i poprzeczne szeregi, zachodzące na siebie dachówkowato, tworzące rodzaj pancerza. Ich niewielkie zazwyczaj wymiary nie utrudniają ruchów zwierzęcia.
Łuski nie występują u kręgoustych. Ich obecność na ciele pozostałych ryb jest uważana za cechę pierwotną; brak łusek u wyżej rozwiniętych ryb jest spowodowany ich utratą w wyniku późniejszych zmian zanikowych, co może być związane ze środowiskiem życia. Wiele ryb przydennych utraciło wszystkie łuski, a inne mają ciało pokryte nimi tylko szczątkowo. Jeszcze inne wytworzyły różne modyfikacje łusek, przekształcając je w tarczki, ciernie lub płytki kostne, stanowiące rodzaj zbroi. Z tego powodu zbrojnikowate, kirysowate i kiryskowate nazywane są sumikami pancernymi. Ciało kosterowatych pokryte jest  pancerzem z wielokątnych płytek kostnych. Płytki kostne wielu najeżkokształtnych zaopatrzone są w kolce.
Specyficzną funkcję mają łuski położone w narządzie linii bocznej. Znajdujące się w nich otwory łączą kanały linii bocznej ze środowiskiem zewnętrznym.
Na zaostrzonych krawędziach ciała ryb tworzy się tzw. kil, który u wielu gatunków jest pokryty dachówkowato zgiętymi łuskami kilowymi. Łuski kilowe śledziowatych i ostrobokowatych znacznie różnią się kształtem od pozostałych łusek.
U wielu gatunków kolor łusek pełni funkcję maskującą. Łuski wraz z pokrywającym je śluzem zmniejszają opór ciała ryby poruszającej się z niedużą prędkością. Przy dużych prędkościach łuski nie wykazują korzystnych cech hydrodynamicznych.

## Łuski plakoidalne
Najbardziej pierwotny ze współcześnie występujących typów łusek, o kształcie od romboidalnego po okrągły. Składają się z ukrytej głęboko w skórze bezkomórkowej płytki podstawowej i osadzonego na niej ząbka zbudowanego z dentyny i pokrytego witrodentyną, nazywane są zębami lub ząbkami skórnymi; szyjka i korona ząbka wystaje ponad naskórek i jest skierowana ku tyłowi ciała, zgodnie z kierunkiem wody opływającej rybę; powierzchnie korony łusek są gładkie. Przez odpowiedni otwór w płytce do obszernej jamy wewnętrznej zęba dochodzą naczynia krwionośne i nerwy.
Łuski plakoidalne są ułożone na skórze w luźnych szeregach. Nie rozrastają się, są okresowo zrzucane i odrastają na nowo, mogą być okresowo wymieniane na większe. Ich rozmiary i rozmieszczenie różni się u różnych gatunków, a nawet u tego samego osobnika.
Występują u ryb chrzęstnoszkieletowych. Stanowią strukturę homologiczną do zębów kręgowców.
W paleoichtiologii wyróżniane są jeszcze, występujące u kopalnych chrzęstnoszkieletowych, łuski zespolone (agregatowe): protakrodontowe, ktenakantowe i hybodontowe.

## Łuski ganoidalne
Łuski o kształcie romboidalnym, powleczone ganoiną, ustawione w regularne szeregi, pokrywają całe ciało ryby, spotykane głównie u form kopalnych (np. prawieczkokształtne), wśród których były bardzo rozpowszechnione, a współcześnie jedynie u niszczukowatych i wielopłetwców, a w postaci zanikającej u jesiotrokształtnych. 
Od nazwy tych łusek wywodzi się dawniej stosowana nazwa ganoidy.
Odmianą łusek ganoidalnych są łuski kosmoidalne – zbudowane z kosminy. Miały je dawne mięśniopłetwe, a ze współczesnych tylko latimerie.

## Łuski elastyczne
Powstały z łusek ganoidalnych na skutek zaniku ganoiny, przez co stały się cienkie, lekkie i elastyczne. Składają się z dwóch warstw: górna jest jednorodna i silnie zwapniała, a dolna to znacznie grubsza warstwa płytek łącznotkankowych przesyconych wapniem. Łuski elastyczne występują u większości ryb kostnoszkieletowych. Spotykane są w dwóch postaciach: cykloidalnej i ktenoidalnej. Tylko u nielicznych gatunków ryb (np. Epinephelus spp., niektóre babkowate) występują obydwie te postacie jednocześnie. 
Łuski elastyczne są osadzone przednią częścią w skórnych kieszonkach, nieco ukośnie, czasami bardzo płytko. Zwykle tworzą regularne szeregi nakładające się dachówkowato. Liczba łusek w szeregach jest mało zmienna, co jest wykorzystywane jako cecha merystyczna w taksomonii. Na powierzchni łusek widoczne są koncentrycznie biegnące tzw. listewki sklerytowe, które przyrastają wraz z wiekiem ryby (podobnie do rocznych przyrostów widocznych na przekroju pni drzew). Mogą one biec dokoła całej łuski albo poprzecznie do długiej osi. Na ich podstawie można oszacować w przybliżeniu wiek i wielkość ryby. Srebrzyste zabarwienie ciała ryby daje leżąca tuż pod łuskami cienka warstwa kryształków guaniny i węglanu wapnia.
Łuski elastyczne różnią się znacznie wielkością, co jest związane ze sposobem i prędkością pływania. Mniejsze łuski mają ryby o wydłużonym ciele, a większe występują u ryb o ciele krótkim i silnie bocznie spłaszczonym. Łuski tarpona mają 70 mm średnicy, a tobiasza 0,2 mm.
Z rozmieszczeniem łusek na ciele ryby związane są dwa kierunki modyfikacji. Pierwszy dotyczy ograniczenia liczby łusek lub ich całkowitego zaniku. Drugi kierunek to różnorakie przekształcenia łusek w innego rodzaju twory.
| Przykłady łusek cykloidalnych                       |
| - leszcz - karp - strzebla - lipień - ukleja - kleń |

Łuski cykloidalne (koliste, owalne, okrągławe) – kształtu mniej lub więcej zaokrąglonego, o tylnych brzegach gładkich, z widocznymi licznymi liniami współśrodkowymi i przecinającymi je liniami promienistymi. Na powierzchni łusek nie występują żadne wyrostki. Filogenetycznie starsze od ktenoidalnych, występowały już u ryb jurajskich. Współcześnie mają je ryby kostnoszkieletowe o ewolucyjnie starszym rodowodzie, np. śledziowate, łososiowate i karpiowate.
| Przykłady łusek ktenoidalnych                |
| - babka - płaskogłów - argus - letra - kiełb |

Łuski ktenoidalne (grzebykowate, zgrzebłowate) – o powierzchni szorstkiej w dotyku i kształcie zbliżonym do prostokąta, na tylnej krawędzi występują grzebykowate ząbki, wykazujące liczne modyfikacje u różnych gatunków. Pojawiły się w kredzie i występują u większości ryb współcześnie żyjących.